# Münchner Bläserbuben

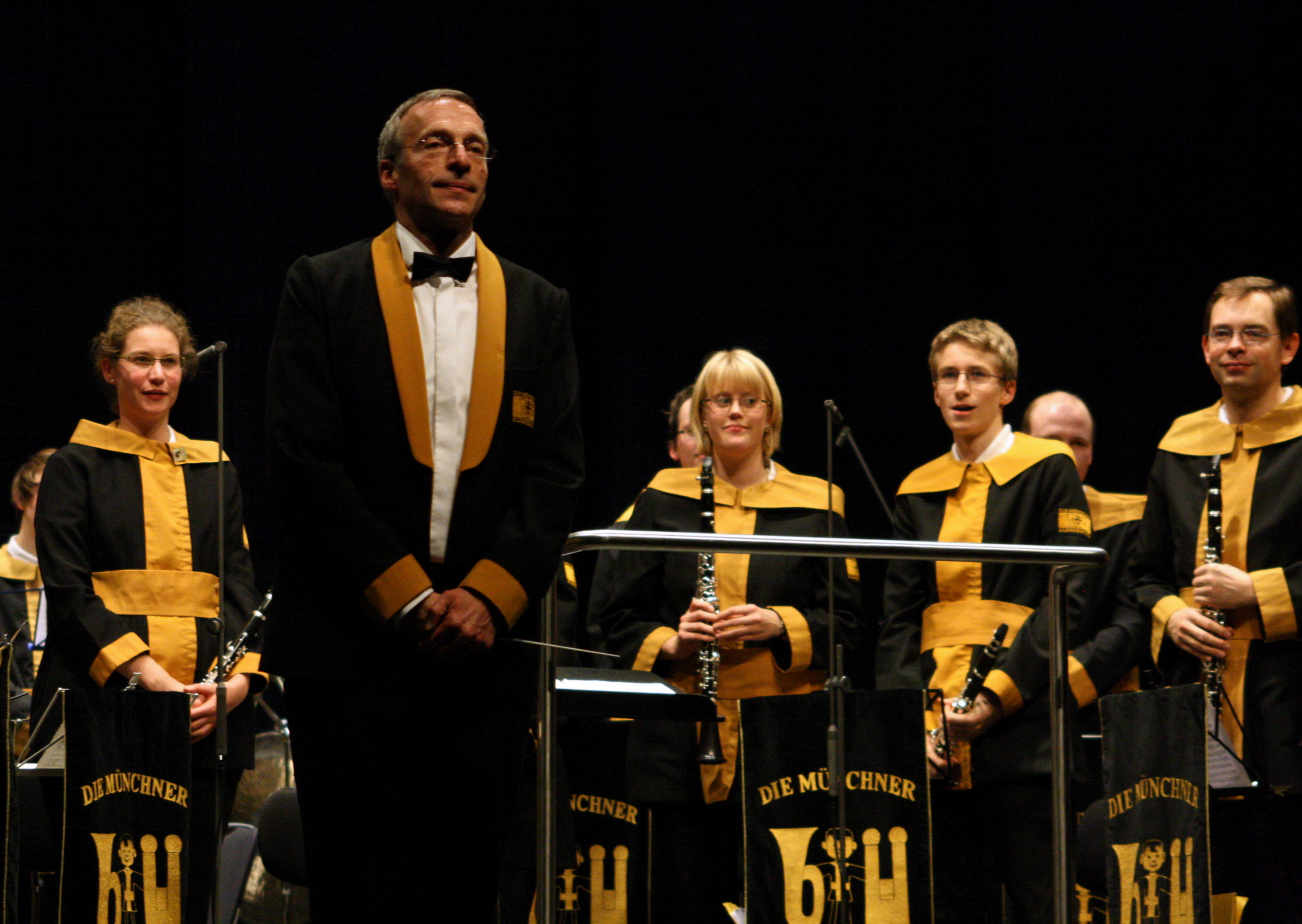
Konzert im Carl-Orff-Saal in München zum 50-jährigen Bestehen

Die Münchner Bläserbuben sind ein Orchester, das meist in einer Kleidung auftritt, die an das Münchner Kindl erinnert.

## Besetzung
Unter der Leitung des Dirigenten  Markus Fees sind folgende Instrumente im Orchester vertreten:
| Flöte      | Klarinette | Saxophon  |
| Fagott     | Schlagzeug | Trompete  |
| Flügelhorn | Posaune    | Tenorhorn |
| Waldhorn   | Tuba       |           |

Das Orchester besteht aus 37 Musikern inklusive des Dirigenten.

## Gründung
Gegründet wurde das Orchester von Gerhard Becker am 16. November 1960 unter dem Namen Jugendmusikverein München e.V. Die Münchner Bläserbuben mit 40 Musikern, darunter auch Mädchen und Frauen, anders als der Name vermuten lässt.

## Diskographie
- Langspielplatte, 1969, Kleine Leute – Großer Klang,
- Langspielplatte, 1971, So klingt´s bei uns
- Langspielplatte, 1973, Die Münchner Bläserbuben
- Langspielplatte, 1976, So klingt´s bei uns
- Langspielplatte, 1980, Gruß aus München
- Langspielplatte, 1985, Heute wird Musik gemacht
- CD, 1996, So klingt´s bei uns (Best of)
- CD, 2001, 2001 – Live im Gasteig
- CD, 2010, 50 Jahre Münchner Bläserbuben

## Dirigenten
- Gerhard Becker
- Walter Schacht
- Franz-Josef Kinlinger
- Fritz Hirsch
- Karl Barthel
- Max Kappelmaier
- Bärbel Mörtl
- Dirk Benkwitz
- Markus Fees

### Dirigent Markus Fees
Seit 2008 ist Markus Fees Dirigent der Münchener Bläserbuben. Er war 2. Offizier und stellvertretender Chef im Luftwaffenmusikkorps 1 Neubiberg und später im Gebirgsmusikkorps der Bundeswehr.